# Zrast
Zrást ali simfíza  stik dveh kosti, navadno ob sredinski telesni ravnini, ki ju povezuje vezivna hrustančevina. Gre za t. i. drsni sklep, ki omogoča le majhno gibljivost. Nastane z zraščanjem dveh anatomskih struktur. 
Za razliko od sinhondoze je zrast stalna (permanentna) struktura.

## Primeri
Med bolj poznanimi zrastmi v telesu so:
- sramnična zrast, ki jo tvorita obe sramnici
- zrasti med kostmi lobanje
- križnično-trtična zrast (sakrokokcigealna simfiza)
- medvretenčne plošče (med dvema vretencema)
- zrast med ročajem in telesom prsnice